# Ален Бокшич
Ален Бокшич (на сърбохърватски: Alen Bokšić) е хърватски футболист, роден на 21 януари 1970 г. в Макарска. Играе в Хайдук Сплит (1987 – 1991), СМ Кан (1991 – 1992), Олимпик Марсилия (1992 – 1993), Лацио (1994 – 1996, 1997 – 2000), Ювентус (1996 – 1997), Мидълзбро (2000 – 2002). През сезон 1992/93 става голмайстор на френската Лига 1. Има 40 мача и 10 гола за хърватския национален отбор.